# Lista de vereadores de Porangatu da 9.ª legislatura
Lista de vereadores de Porangatu da 9.ª legislatura, essa lista abrange os 10 vereadores que cumpriram mandato de 1983 até 1989 na Câmara Municipal do referido munícipio.

## Composição das bancadas
| Partido | Bancada | Posição  |
| ------- | ------- | -------- |
| MDB     | 7 / 10  | Governo  |
| PDS     | 3 / 10  | Oposição |

## Vereadores por votação
| Partido | Partido | Vereador(a):                      | Quantidade de votos: | Votos em %: |
| ------- | ------- | --------------------------------- | -------------------- | ----------- |
|         | MDB     | Ivan Vieira Soares                | 1.431                | 12,6%       |
|         | MDB     | Apuram Pereira de Oliveira        | 668                  | 5,9%        |
|         | MDB     | Heraclides Alves Glória           | 666                  | 5,88%       |
|         | MDB     | Antônio Santos Leites             | 640                  | 5,65%       |
|         | MDB     | Rivadávia Vitoriano Barros Garção | 618                  | 5,45%       |
|         | MDB     | José Lázaro Luiz                  | 470                  | 4,15%       |
|         | MDB     | Raimundo Rocha Medrado            | 453                  | 4%          |
|         | PDS     | Lourival Rodrigues Neto           | 452                  | 3,99%       |
|         | PDS     | Josias Leite de Freitas           | 336                  | 2,96%       |
|         | PDS     | Lourival de Araújo Pinheiro       | 319                  | 2,81%       |

## Lista de Mesas Diretoras[3]
Houve 3 Mesas Diretoras, elas constam no Website oficial da Câmara, na seção TV Câmara.
| Mesa Diretora (1983-1985) | Presidência | Presidência                | Vice-presidência | Vice-presidência        | 1.º Secretaria | 1.º Secretaria         | 2.º Secretaria | 2.º Secretaria             |
| Mesa Diretora (1983-1985) | Incumbentes | Incumbentes                | Incumbentes      | Incumbentes             | Incumbentes    | Incumbentes            | Incumbentes    |                            |
| ------------------------- | ----------- | -------------------------- | ---------------- | ----------------------- | -------------- | ---------------------- | -------------- | -------------------------- |
| Mesa Diretora (1983-1985) |             | Apuram Pereira de Oliveira |                  | Ivan Vieira Soares      |                | Raimundo Rocha Medrado |                | Heraclides Alves Glória    |
| Mesa Diretora (1985-1987) |             | Heraclides Alves Glória    |                  | Raimundo Rocha Medrado  |                | Ivan Vieira Soares     |                | Lourival Rodrigues Neto    |
| Mesa Diretora (1987-1989) |             | Ivan Vieira Soares         |                  | Lourival Rodrigues Neto |                | Raimundo Rocha Medrado |                | Apuram Pereira de Oliveira |